# Hot R&B/Hip-Hop Songs
Billboard Hot R&B/Hip-Hop Songs este un clasament întocmit săptămânal de revista americană Billboard. Topul a fost creat în anul 1942 și se întocmește cu ajutorul difuzărilor radio și a discurilor single vândute în magazinele de muzică urbană. În ultimii ani, clasamentul este dominat de cântecele R&B și hip-hop.

## Titulatură
Clasamentul a avut multiple denumiri de-a lungul timpului.
octombrie 1942 - februarie 1945: The Harlem Hit Parade
februarie 1945 - iunie 1949: Race Records
iunie 1949 - octombrie 1958: Rhythm & Blues Records (două/trei clasamente diferite)
octombrie 1958 - noiembrie 1963: Hot R&B Sides
noiembrie 1963 - ianuarie 1965: Nu a fost publicat
ianuarie 1965 - august 1969: Hot Rhythm & Blues Singles
august 1969 - iulie 1973: Best Selling Soul Singles
iulie 1973 - iunie 1982: Hot Soul Singles
iunie 1982 - octombrie 1990: Hot Black Singles
octombrie 1990 - 1998: Hot R&B Singles
1998 - 2005: Hot R&B/Hip-Hop Singles & Tracks
2005 - prezent: Hot R&B/Hip-Hop Songs

## Recorduri
- Artiștii cu cele mai multe cântece ajunse pe locul 1.

1. Aretha Franklin - 30
1. Stevie Wonder - 20
3. Louis Jordan - 18
4. James Brown - 17
5. Janet Jackson - 16
6. The Temptations - 14
7. Marvin Gaye - 13 (egalitate)
7. Michael Jackson - 13 (egalitate)
9. Mariah Carey - 12
10. R. Kelly - 11
11. The O'Jays - 10 (egalitate)
11. Gladys Knight & the Pips - 10 (egalitate)
11. Kool & the Gang - 10 (egalitate)